# Victoria (mytologie)
Victoria ve starověkém římském náboženství, byla zosobněná bohyně vítězství.  Je římským ekvivalentem řecké bohyně Níké a byla spojována s Bellonou. Byla adaptována ze sabinskou bohyní zemědělství Vacunou a měla chrám na kopci Palatine . Bohyně Vica Pota byla také někdy ztotožněna s touto bohyní. Victoria je často popisován jako dcera Palláse a Styx, a jako sestra Zela, Krata a Bia . 
Na rozdíl od řecké Nike, bohyně Victoria ( latinsky „vítězství“) byla hlavní součástí římské společnosti. Na její počest bylo postaveno více chrámů. Když císař Gratianus nechal roku 382 př. n. l. odstranit její sochu, tím vyvolal mezi římany velký hněv  
Na rozdíl od řecké Níké, která byla známá úspěchem v atletických hrách, jako jsou závody vozů, byla Victoria symbolem vítězství nad smrtí a určovala, kdo bude během války úspěšný. 
Victoria se objevuje často na římských mincí,  špercích, architektuře a na ostatním umění.

## Ikonografie
Okřídlené postavy, velmi často ve dvojicích, představující vítězství a označované jako okřídlené vítězství, byly běžné v římské oficiální ikonografii, obvykle se nacházely vysoko a často vyplňovaly mezery ve spandrelech nebo jiných mezerách v architektuře.  Představují spíše ducha vítězství než samotnou bohyni. Po christianizaci říše se stále objevovali a pomalu mutovali do křesťanských andělů .  Dvojice, směřující dovnitř, velmi pohodlně zapadá do vřeten oblouků a byla velmi běžná u triumfálních oblouků a podobných návrhů, kde je kruhový prvek orámován obdélníkem.